# Нарисовець
Нарисовець — журналіст, який спеціалізується на жанрі нарису і, як правило, наділений широкою ерудицією, має значний досвід роботи за фахом і значну компетенцію в досліджуваних питаннях.

## Історія жанру
Жанр нарису виник в Англії у XVIII столітті, зокрема в сатиричних журналах «Базіка» (1707–1711) та «Глядач» (1711–1714), де публікувалися есе-нариси на повсякденні, морально-філософські теми. Економічний університет СумДУ+1StudFiles+1
В Україні нарис набув популярності у XIX столітті завдяки таким письменникам, як Іван Нечуй-Левицький та Панас Мирний, які використовували цей жанр для зображення реалій українського життя. journlib.univ.kiev.ua

## Види нарисів
Залежно від тематики та структури, нариси поділяються на:
- Портретні: зображення особистості через її вчинки, думки, почуття.kafedrajourn.org.ua+4Вікіпедія+4Вікіпедія+4
- Проблемні: аналіз соціальних, економічних чи політичних проблем через конкретні приклади.
- Подорожні: опис вражень від подорожей, з акцентом на культурні та соціальні аспекти.
- Документальні: засновані на фактичних матеріалах, архівах, свідченнях.
- Побутові: зображення повсякденного життя, традицій, звичаїв.

Ці види нарисів використовуються для глибокого аналізу та емоційного впливу на читача.

## Визначні українські нарисовці
Серед видатних українських нарисовців можна відзначити:
- Іван Нечуй-Левицький: його нариси відзначаються глибоким зображенням українського села та побуту.
- Панас Мирний: використовував нарис для соціального аналізу та критики суспільних явищ.
- Микола Хвильовий: запровадив мандрівний нарис як спосіб пізнання інших культур і себе. elibrary.kubg.edu.ua
- Анатолій Москаленко: заслужений журналіст України, автор численних нарисів, зокрема «І Дніпро, і кручі», «Під небом вічності». 